# 入唐求法巡礼行记
《入唐求法巡礼行记》，是日本僧人圆仁随第19次遣唐使团入唐求法巡礼过程当中用汉文所作的一部日记体游记著作。其内容记录了唐武宗会昌毁佛运动的有关情况，并对9世纪中国的社会风习进行了详尽描述，具有很高的历史价值，是研究晚唐历史的重要史料之一。

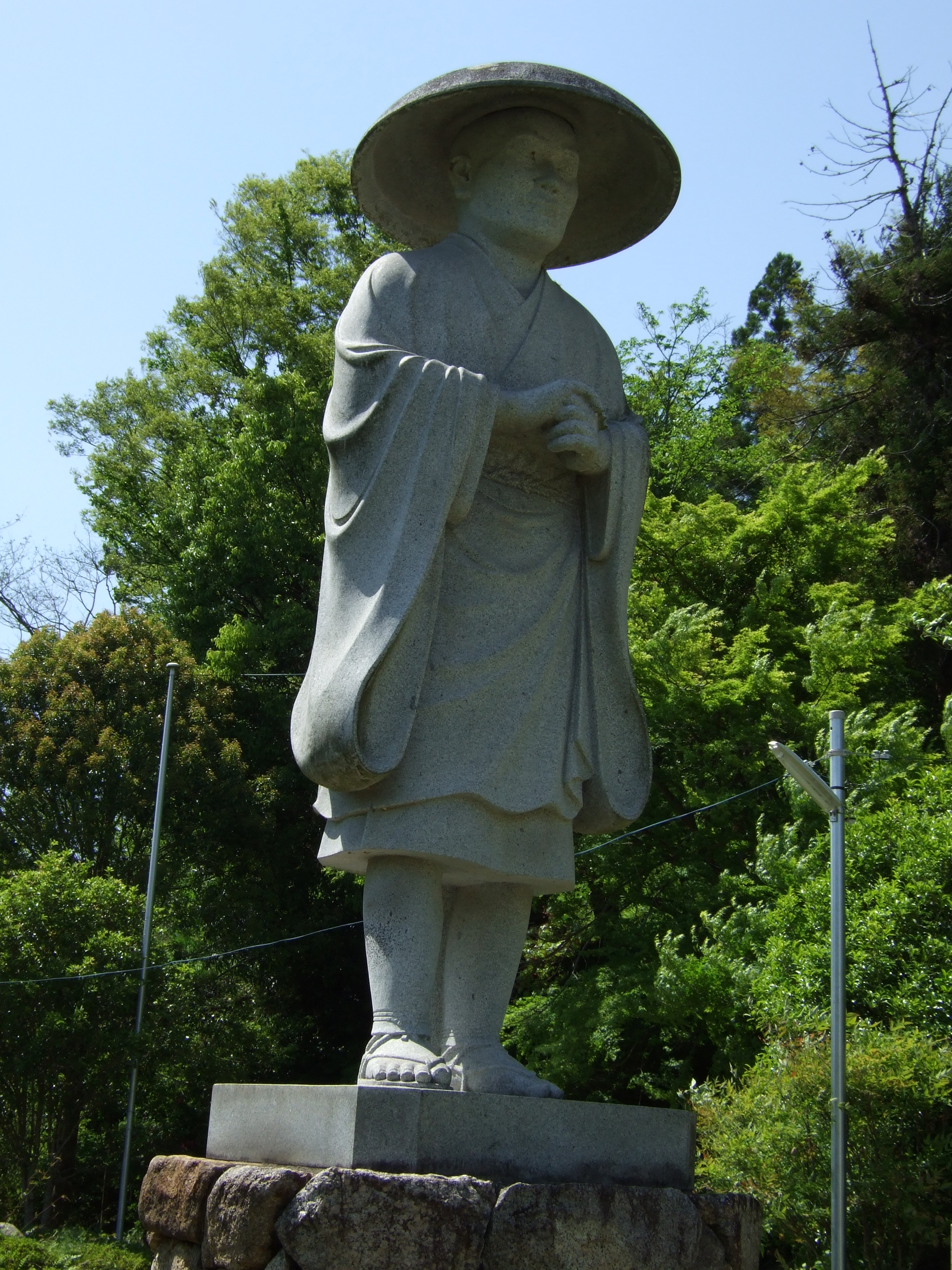
圆仁和尚像

## 著作介绍

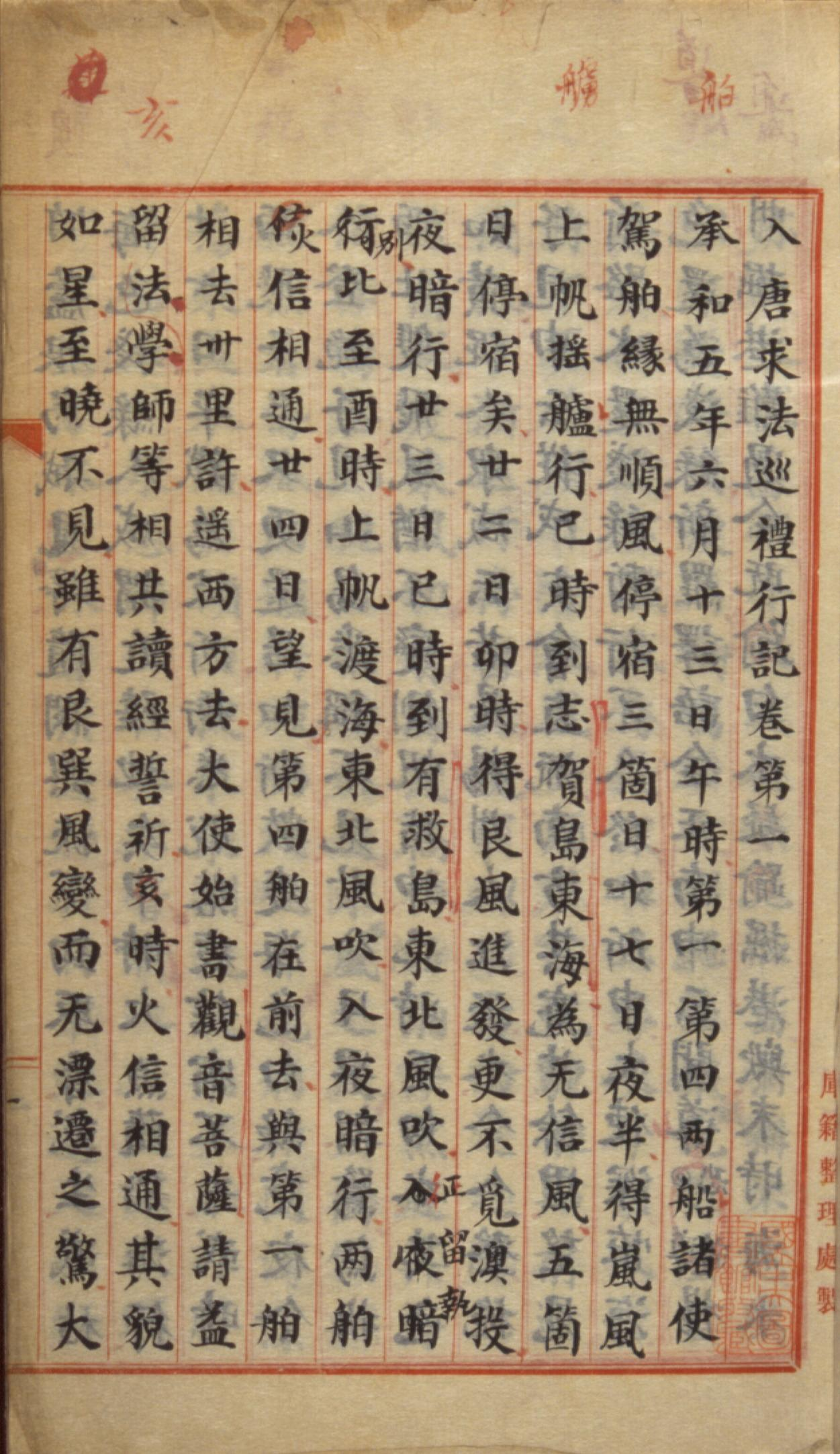
保存于国家图书馆之《入唐求法巡禮行記》书影

全书从唐文宗开成三年六月十三日（公元838年7月2日）开始写起，从日本博多湾登船出发，一直写到唐宣宗大中元年十二月十四日（公元848年1月23日）从中国回转日本博多，前后历时九年七个月。全书虽然不是逐日记载，但是基本上按日程分列，总共597篇（也有人认为是595篇），总计八万多字，分为四卷。

### 内容
- 卷一　承和5年（838年）6月13日条 - 開成4年（839年）4月
- 卷二　開成4年（839年）4月 - 開成5年（840年）5月
- 卷三　開成5年（840年）5月 - 會昌3年（843年）5月
- 卷四　會昌3年（843年）6月 - 承和14年（847年）12月14日條

## 传播过程
圆仁《入唐求法巡礼行记》手泽本原藏滋賀延曆寺，失传已久。但是《入唐求法巡礼行记》写成之后，曾经广为流传。关于《入唐求法巡礼行记》一书的文献记载，最早要算创作于圆仁示寂后49年《慈觉大师传》，其中明确写明：“入唐事迹，一依本记”。
另外，宋神宗熙宁五年（公元1072年）来中国的日本僧人成寻之《参天台五台山记》在“延久四年十月十四日”记载向宋神宗献礼品时提到：“觉大师巡礼记三卷依次进上，至巡礼记第四卷隐藏不进上，依思会昌天子恶事也。”由此可见，《入唐求法巡礼行记》当时是作为国礼呈送，而且成书之初即为四卷。成寻之所以隐去第四卷，是因为第四卷中涉及唐武宗“會昌毀佛”之惡事，内文多有愤恨之辞。后来一直到镰仓幕府时期（公元1192-1333年）《入唐求法巡礼行记》的抄本仍在僧俗间流传。但此后长达五个多世纪里默默無聞。
明治十六年（公元1883年）以后，三上参次博士等在调查京都东寺观智院所藏文献之時，重新发现在伏见天皇正应四年（公元1291年）长乐寺老僧手抄之《入唐求法巡礼行记》古抄本。該一发现震动日本朝野，明治三十六年（公元1903年），作为留存秘库之该书為最古抄本，《入唐求法巡礼行记》被尊为国宝。大正七年（公元1918年），该书被收进佛教刊行会出版的《大日本佛教全书》《游方传丛书》当中。

## 外部連結
- 圆仁及著作介绍

- 《入唐求法巡礼行记》及所反映个天台宗问题
- 日本高僧圆仁和《入唐求法巡礼行记》 （页面存档备份，存于）